# Stamnodes brunneata
Stamnodes brunneata är en fjärilsart som beskrevs av Wright 1924. Stamnodes brunneata ingår i släktet Stamnodes och familjen mätare. Inga underarter finns listade i Catalogue of Life.